# HD 85656
HD 85656，又名CP-62 1335，SAO 250721、HR 3914，是一颗恒星，视星等为5.57，位于銀經283.86，銀緯-6.77，其B1900.0坐标为赤經9h 48m 6.8s，赤緯-62° -6.77′ 35″。